# 2009 SE
2009 SE est un astéroïde troyen de Mars. Il fait partie des 16 astéroïdes connus autour du point L5 du couple Soleil-Mars.

## Découverte
L’astéroïde 2009 SE est découvert le 16 septembre 2009 par le Catalina Sky Survey de l'université de l'Arizona.

## Classification
L'astéroïde est répertorié dans la catégorie des petits objets célestes,. 

## Orbite
2009 SE partage l'orbite de Mars, il fait partie des 16 astéroïdes troyens martiens autour du point Lagrange L5.

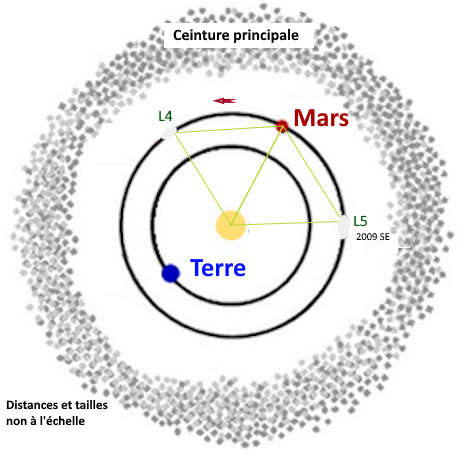
Positionnement_du_troyen_2009_SE_aux alentours de L5

## Origine
Une étude publiée par Monthly Notices of the Royal Astronomical Society suggère que contrairement à la majorité des troyens de L5 associés à la fission du corps parent Eurêka, 2009 SE serait une capture dans la population astéroïdale proche de la Terre traversant l'orbite martienne. Hypothèse remise en cause en 2025 par une nouvelle étude publiée dans Astronomy & Astrophysics, elle propose plutôt une origine provenant d'éjectas d'impact d'un astéroïde de la famille Eurêka.